# Spinozorilispe fusca
Spinozorilispe fusca is een keversoort uit de familie van de boktorren (Cerambycidae). De wetenschappelijke naam van de soort werd in 1963 gepubliceerd door Stephan von Breuning.